# Proscription

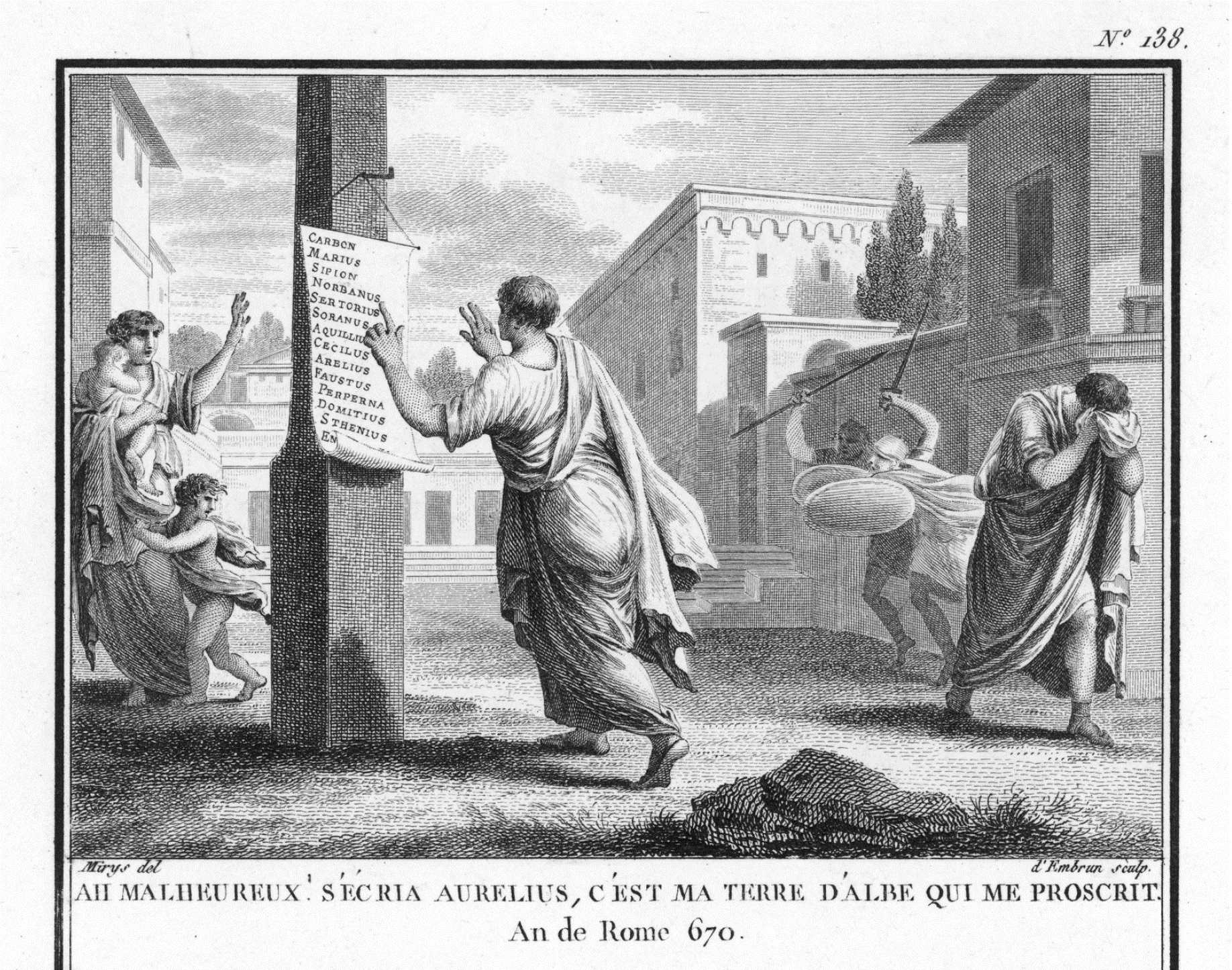
Sylla fait afficher la liste des proscrits. Gravure. Dessin de Silvestre David Mirys. Numéro 138 dans Figures de l'histoire de la république romaine accompagnées d'un précis historique, Paris, an VIII.

Une proscription (du latin pro scribo qui signifie « afficher ») est une condamnation arbitraire annoncée par voie d'affiches, et qui donne licence à quiconque de tuer les personnes dont les noms sont affichés. L'exécutant reçoit une récompense, en général une partie du patrimoine du proscrit.

## Antiquité romaine

### Les proscriptions de Sylla
La première proscription fut imposée en 82 av. J.-C. à la fin de la guerre civile entre les Marianistes et Sylla, et après la prise du pouvoir par Sylla. Dans un discours aux comices, après avoir rappelé les horreurs commises à Rome, il annonce qu'il va sévir contre tous ceux qui sont les responsables, les sénateurs et les chevaliers qui ont commandé des forces armées contre lui. Il considère que les simples citoyens qui ont servi sous leurs ordres ont été trompés, et ne permettra aucunes représailles contre eux. Seules des poursuites judiciaires pourront être menées contre ceux qui ont commis d'éventuels excès. Il fait ensuite afficher sur la place publique un édit reprenant les arguments de son discours, interdisant tout asile et toute aide aux proscrits, et punissant de mort quiconque aurait accueilli, caché ou aidé à fuir un proscrit. Une récompense de 12 000 deniers, payée sur le trésor public, est promise à qui rapporte la tête d'un proscrit. La récompense est moindre si elle est attribuée à un esclave, mais ce dernier obtient son affranchissement. Enfin une récompense est aussi prévue pour ceux dont la dénonciation facilite une capture. 
L'édit se termine par une liste de 80 noms, commençant par les consuls de l'année -82, C. Papirius Carbo et C. Marius, puis ceux de l'année précédente Caius Norbanus et Cornelius Scipion, suivi des noms de magistrats et promagistrats et de quelques chevaliers. Deux jours après, le 5 novembre -82, une nouvelle liste de 220 noms de sénateurs et de chevaliers est affichée, puis le 6 novembre, une dernière liste de 220 noms. En tout, 520 personnes, mais certaines échappèrent à la mort, comme Cornelius Scipion, réfugié à Marseille.

### Les proscriptions du second triumvirat
Puis, il y eut une nouvelle proscription sous le triumvirat d'Octave, Lépide et Marc Antoine, dit Second triumvirat, en 43 av. J.-C.
Cette mesure est peut-être inspirée par le dispositif traditionnel de la lex Sacrata, remontant à 449 av. J.-C., selon laquelle quiconque porte la main sur la personne d'un tribun de la plèbe voit sa tête vouée à Jupiter, tandis que ses biens sont saisis.

## Moyen Âge
Les mesures de proscription sont introduites à l'époque carolingienne dans la loi salique avec la mise au ban.

## Époque moderne
Pendant la Révolution française, les lois de la Convention nationale en instituant le tribunal révolutionnaire permettent des jugements expéditifs, dont ceux décrétant la proscription des girondins.
La loi du 22 juin 1886, relative aux membres des familles ayant régné en France, souvent appelée « loi d'exil », est la loi d'interdiction de séjour en France, votée sous la Troisième République, visant les chefs des familles ayant régné en France et leurs héritiers directs. Elle s'apparente à une loi d'exil ou de bannissement, comme il en fut adopté en France lors des changements de régime ou dans d'autres pays, à l'encontre de monarques déchus et de leur famille. L'Assemblée Nationale abroge la Loi d'exil des familles ayant régné en France par la loi n°50-728 du 24 juin 1950.